# Grevillea laurifolia
Grevillea laurifolia är en tvåhjärtbladig växtart som beskrevs av Franz e Wilhelm Sieber och Meissn.. Grevillea laurifolia ingår i släktet Grevillea och familjen Proteaceae. Inga underarter finns listade i Catalogue of Life.